# Хилде Фрафјорд Јонсон
Хилде Фрафјорд Јонсон (норв. Hilde Frafjord Johnson; Аруша, 29. август 1963) је норвешка политичарка члан Хришћанске демократске партије. Рођена је у Танзанији, а политиком се бави од 1989. године. Била је министарка за међународни развој у Влади Краљевине Норвешке између 2001. и 2005. године. Хилде је била и заменик директора Уницефа. Тренутно је командант мисије Уједињених нација у Јужном Судану, од 9. јула 2011. године.